# Ткачи (платформа)
«Ткачи» (бел. Ткачы) — остановочный пункт, расположенный возле деревни Прилутична и деревни Соновка Пружанского района Брестской области.
Железнодорожная платформа находится между платформой Павловичи и станцией Оранчицы.